# Magic Crystal
Pour plus de détails, voir Fiche technique et Distribution.
Magic Crystal (魔翡翠, Mo fei cui) est un film d'action hongkongais écrit et réalisé par Wong Jing et sorti en 1986 à Hong Kong.
C'est un échec commercial, totalisant 11 383 366 HK$ de recettes au box-office pour un budget de 28 000 000 HK$.

## Synopsis
Andy Lo (Andy Lau), Pin-pin (Siu Ban-ban) et Pancho se rendent en Grèce pour retrouver leur ami disparu Shen. Ils découvrent qu'il était suivi à la fois par le KGB et par Interpol après qu'il a découvert une pierre mystérieuse lors de fouille archéologique. Après une série d'événements désagréables, Andy retourne à Hong Kong avec la pierre qui s'avère être une forme de vie extraterrestre. Pendant ce temps, Karov (Richard Norton), un magicien maléfique, est déterminé à mettre la main sur la pierre, quoi qu’il en coûte.

## Fiche technique
- Titre original : 魔翡翠
- Titre international : Magic Crystal
- Réalisation : Wong Jing
- Scénario : Wong Jing
- Montage : Lau Siu-kwong
- Musique : Joseph Yip
- Production : Wallace Chung
- Société de production : Win's Movie Production et Lung Cheung Films
- Société de distribution : Movie Impact
- Pays d'origine :  Hong Kong
- Langue originale : cantonais
- Format : couleur
- Genre : action
- Durée : 95 minutes
- Dates de sortie :
  -  Taïwan : 23 août 1986
  -  Hong Kong : 17 septembre 1986
  -  Corée du Sud : 31 octobre 1987
  -  Allemagne de l'Ouest : Avril 1988

## Distribution
- Andy Lau : Andy Lo
- Cynthia Rothrock : Cindy Morgan
- Natalis Chan : Lo Tai
- Siu Ban-ban : Pin-pin
- Wong Jing : Snooker
- Max Mok : l'agent d'Interpol
- Sharla Cheung : Winnie Shum
- Chung Fat : un membre de la triade
- Hung San-nam : un membre de la triade
- Phillip Ko (en) : Shum Kwan
- Eddie Maher : un homme de Karov en Grèce
- Tony Leung Siu-hung : un homme de Karov en Grèce
- Richard Norton : Karov
- Shih Kien : le sergent Shi
- Shing Fui-on : un prisonnier
- Shum Wai : le chef de la triade
- Jackson Ng : le voyou au bandeau rouge
- Yu Mo-lin (en) : Maureen Yu
- Albert Lai : un policier
- David Ho : le père de Steve